# Gliese 412
Gliese 412 (GJ 412 / BD+44 2051) és un estel binari en la constel·lació de l'Ossa Major distant 15,8 anys llum del sistema solar. Visualment es localitza a poc més d'1º de ψ Ursae Majoris, no lluny del límit amb Lleó Menor.
La component principal del sistema, Gliese 412 A (GJ 412 A / HIP 54211 / LHS 38), és una nana vermella de tipus espectral M1.0V i magnitud aparent +8,68. La seva temperatura efectiva està en el rang de 3687 - 3730 K (la xifra varia segons autors). Amb la meitat de massa que el Sol, té un 2 % de la lluminositat solar, que inclou una important fracció de la seva radiació emesa com a llum infraroja. La seva metal·licitat —abundància relativa d'elements més pesats que l'heli— és notablement inferior a la solar ([Fe/H] = -0,43).
La component secundària, Gliese 412 B (GJ 412 B / LHS 39) també és una nana vermella, encara que amb magnitud aparent +14,45 és significativament més tènue que la seva companya. De tipus espectral M5.5V i amb una temperatura de 2790 K, és un estel molt semblant a Proxima Centauri, i igual que ella, és un estel fulgurant, sent coneguda també pel seu designador variable WX Ursae Majoris. La seva lluminositat bolomètrica gairebé suposa el 0,1 % de la del Sol i la seva massa és de 0,11 masses solars. La separació visual entre les dues components del sistema és de 30 segons d'arc, implicant una distància real entre ambdues d'aproximadament 140 UA.
Els estels coneguts més propers a Gliese 412 són Groombridge 1618, situada a poc més de 3 anys llum, AD Leonis, a 7,02 anys llum, i Lalande 21185, a 7,6 anys llum.